# Bella Vista (Itapúa)
Bella Vista é um distrito do Paraguai, localizado no departamento de Itapúa.

## Transporte
O município de Bella Vista é servido pelas seguintes rodovias:
- Ruta 06, que liga Minga Guazú ao município de Encarnación (Departamento de Itapúa)
- Caminho em pavimento ligando a cidade de Obligado ao município de Alto Verá
- Caminho em pavimento ligando a cidade de Pirapó ao município de Carmen del Paraná[1][2][3]